# Derivativer Eigentumserwerb
Unter derivativem Eigentumserwerb versteht man den Erwerb des Eigentums an einer Sache durch Rechtsgeschäft im Gegensatz zum originären Eigentumserwerb. Das Eigentum ist also von dem Eigentum des vorherigen Eigentümers abgeleitet.
- Wichtigster Fall ist die Übereignung für bewegliche Sachen (Deutschland: § 929 BGB), Fahrnisse, und für unbewegliche Sachen, Immobilien (Deutschland: § 873, § 925 BGB)